# Sárkány (Shrek)
A Sárkány a Shrek filmekben megjelenő szörnyeteg.
|  | Alább a cselekmény részletei következnek! |

A Sárkánynak Fiona hercegnőt kellett fogva tartania. Shrek barátja, Szamár azonban meglágyította a szívét, és segített érvényteleníteni Fiona és Farquard nagyúr esküvőjét azzal, hogy lenyelte a leendő királyt.
A második részben kicsinyei lesznek, amelyek alakja félig szamár, félig sárkány, és örökölik anyjuk repülő- és tűzokádó képességét: a két fiú Bananas (Banán) és Penaut (Amerikai Mogyoró), a lányok pedig pedig Coco (Kókuszdió) és Debbie. A harmadik részben elkapják őt egy hálóval, és bezárják. A végén ledönti a farokcsapásával a díszletnek szánt tornyot a Szőke Hercegre.

## A filmek, amelyekben feltűnt
- Shrek
- Shrek 2.
- Harmadik Shrek
- Shrek 4